# NGC 423
NGC 423 je galaksija u zviježđu Kipar.

## Vanjske poveznice
- SEDS: NGC 423